# Trhová Hradská
Trhová Hradská és un poble i municipi d'Eslovàquia que es troba a la regió de Trnava, a l'oest del país.

## Història
La primera menció escrita de la vila es remunta al 1245.

## Demografia
| Godina             | 1994 | 2004   | 2014   | 2024   |
| ------------------ | ---- | ------ | ------ | ------ |
| Nombre de persones | 2060 | 2176   | 2155   | 2160   |
| Diferència         |      | +5,63% | −0,96% | +0,23% |

| Godina             | 2023 | 2024   |
| ------------------ | ---- | ------ |
| Nombre de persones | 2181 | 2160   |
| Diferència         |      | −0,96% |